# Nurek-Staudamm
Der Nurek-Staudamm in Tadschikistan in Zentralasien ist mit 300 m Höhe zusammen mit Jinping I die zurzeit höchste Talsperre der Erde und könnte nach Fertigstellung des Rogun-Staudamms die zweithöchste werden, falls dieser so hoch gebaut wird, wie ursprünglich geplant.

## Staudamm
Der Nurek-Staudamm am Stadtrand von Norak staut den Fluss Wachsch, einen Quellfluss des Amudarja, etwa 50 km östlich der tadschikischen Hauptstadt Duschanbe unterhalb des in Bau befindlichen Rogun-Staudamms. Er wurde zwischen 1961 und 1980 erbaut. Die Talsperre hat einen 704 m langen Steinschüttdamm mit Kerndichtung und ein Bauwerksvolumen von 54 Mio. m³ (laut anderen Quellen 58 Mio. m³). Der Staudamm ist mit einem inneren Kern aus Lehm/Ton abgedichtet, der 16 m unter die Flusssohle reicht. Das Gebiet ist sehr erdbebengefährdet, weswegen ein Schüttdamm gewählt und kein Beton verwendet wurde.

## Stausee

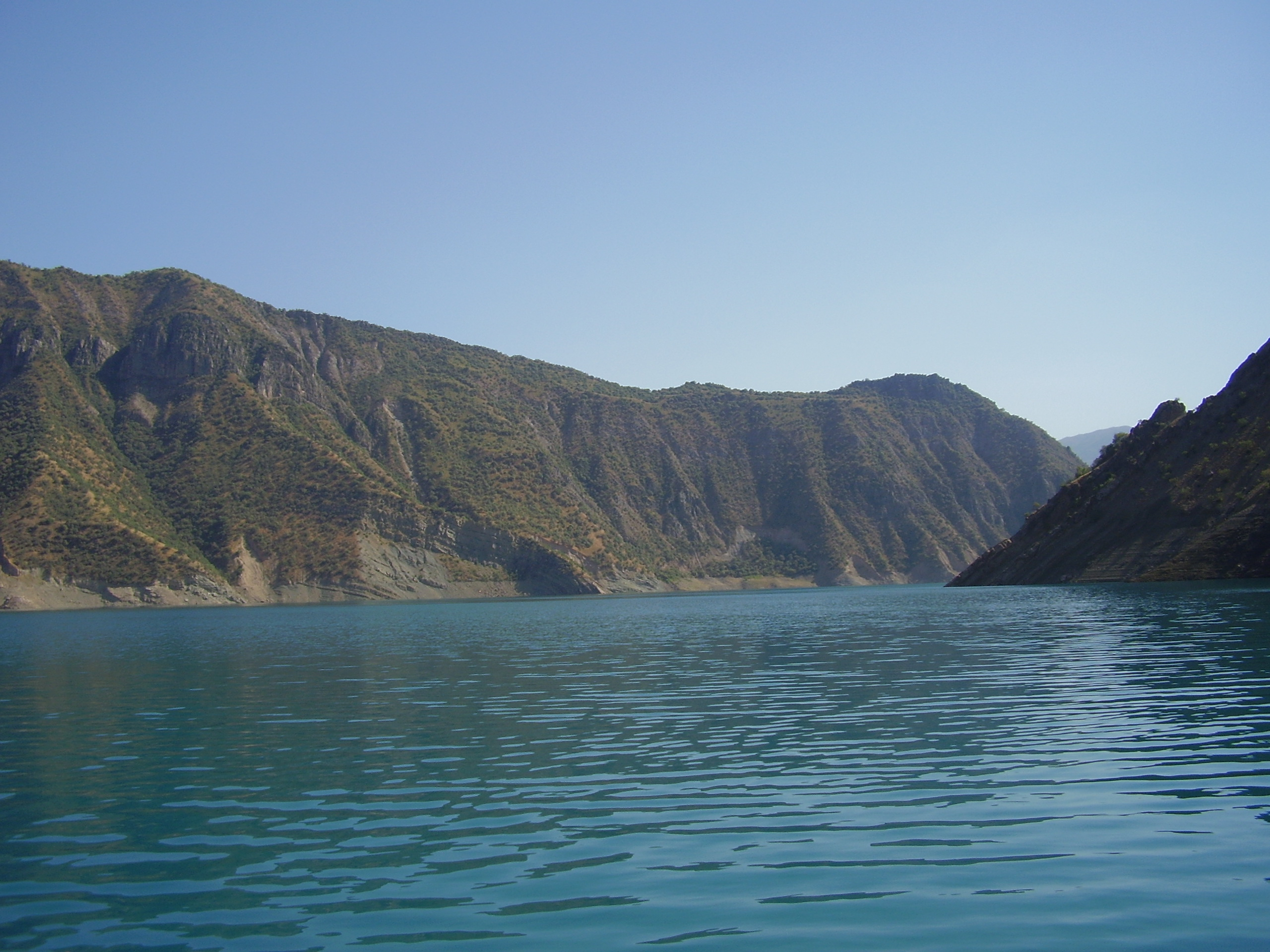
Stausee

Der Speicherraum des Stausees beträgt 10,5 Milliarden m³, die Wasseroberfläche 98 km². Das mit dem Staudamm gemeinsam erbaute Wasserkraftwerk hatte in der ersten Ausbaustufe mit neun Turbinen eine installierte Leistung von 2,7 GW, nach einem später erfolgten Umbau 3 GW. Diese Leistung reicht aus, um nahezu ganz Tadschikistan mit elektrischer Energie zu versorgen.
Das Reservoir dient auch der Bewässerung von 650.000 ha landwirtschaftlicher Fläche.